# Calathea albertii
Calathea albertii là một loài thực vật có hoa trong họ Marantaceae. Loài này được (Pynaert & Van Geert) L.H.Bailey & Raffill mô tả khoa học đầu tiên năm 1914.

## Hình ảnh

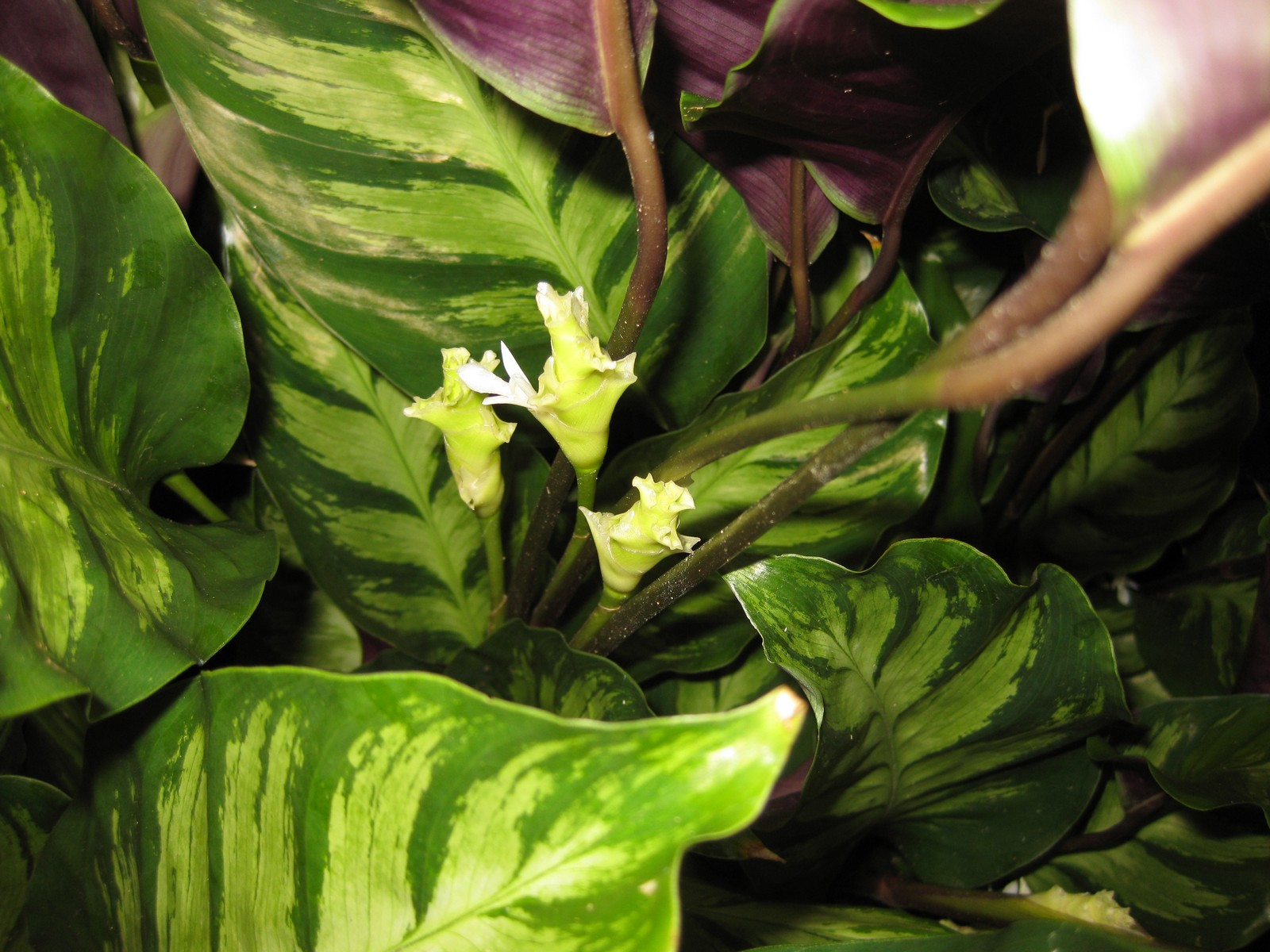
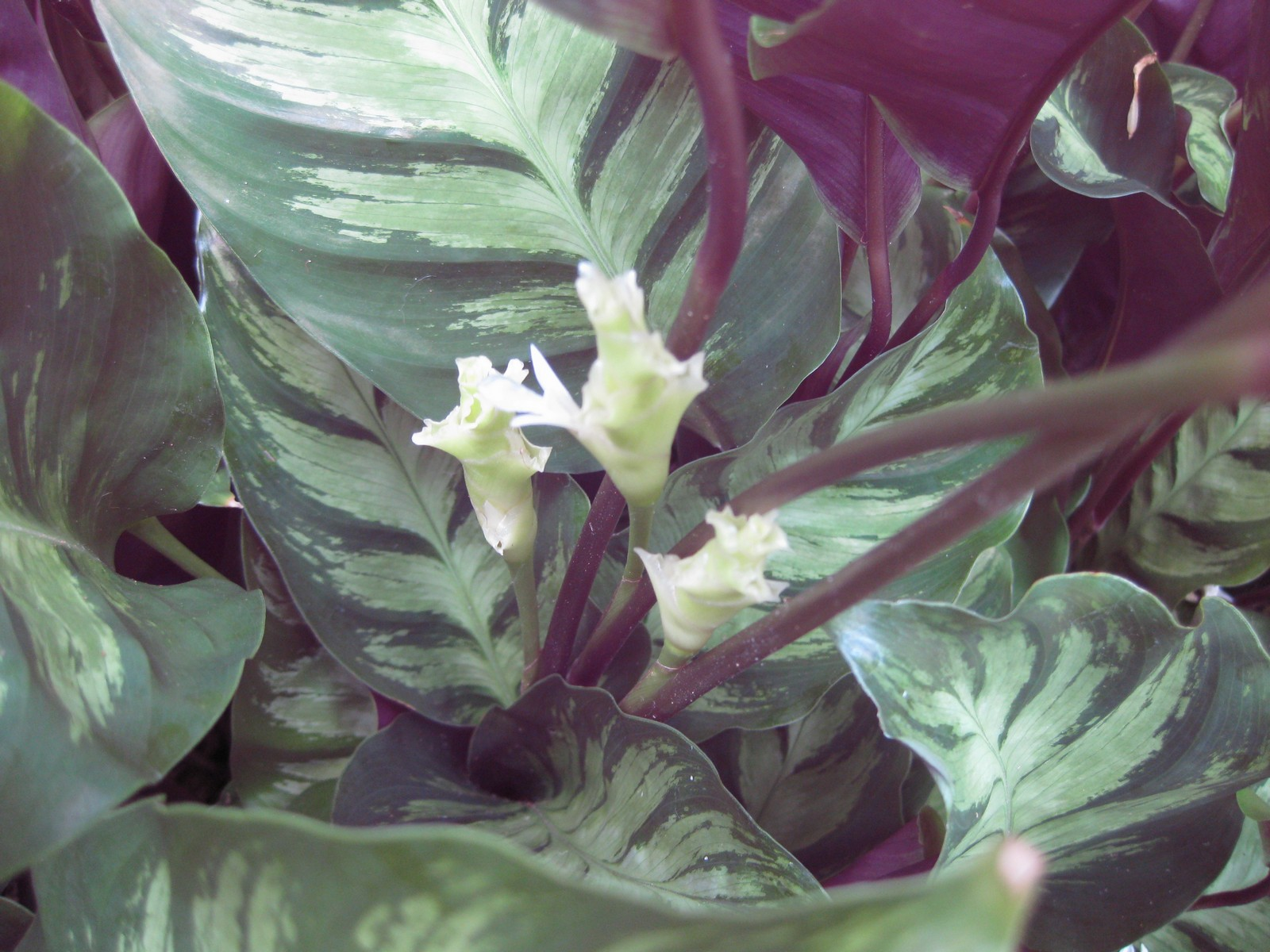
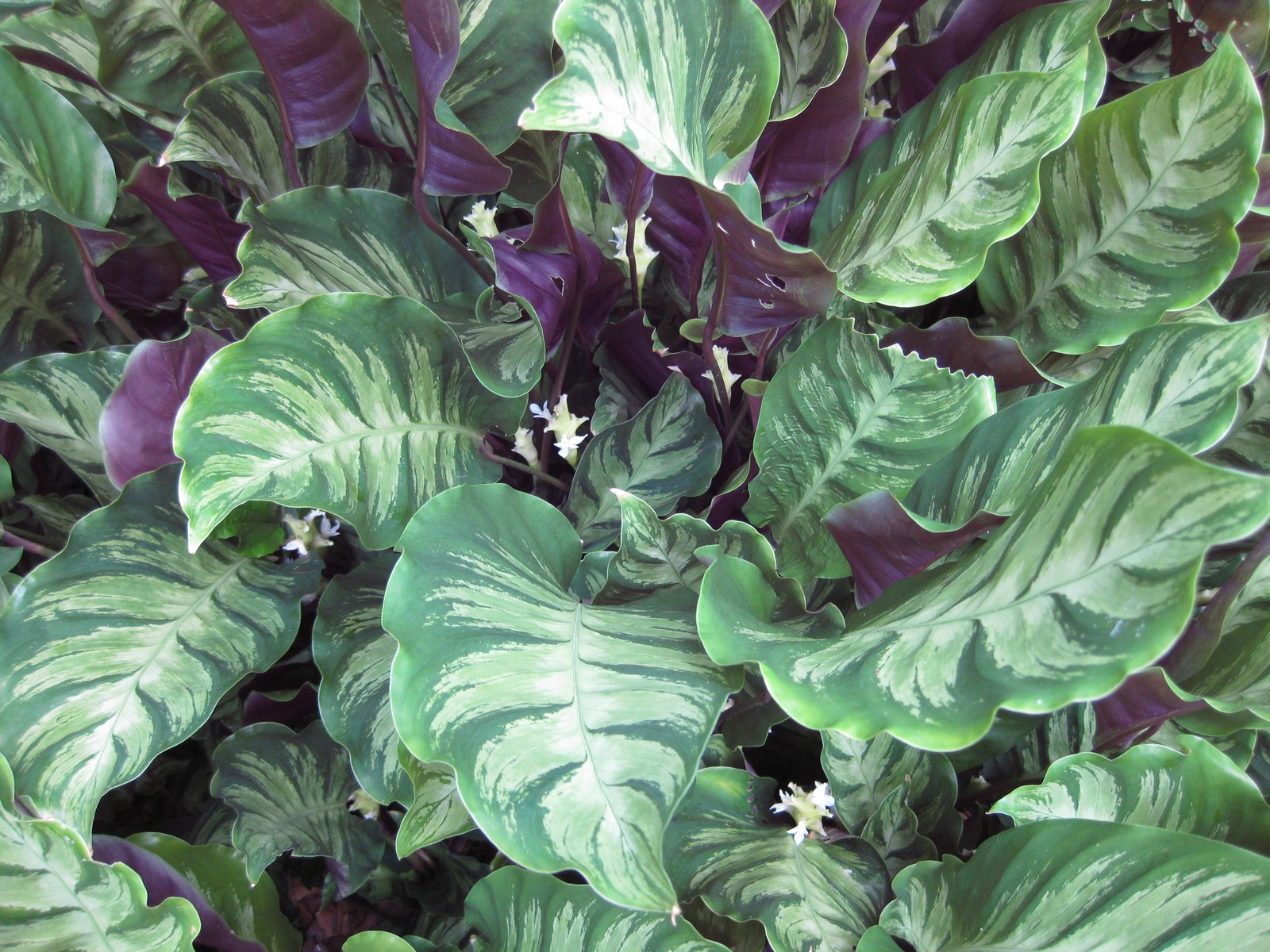
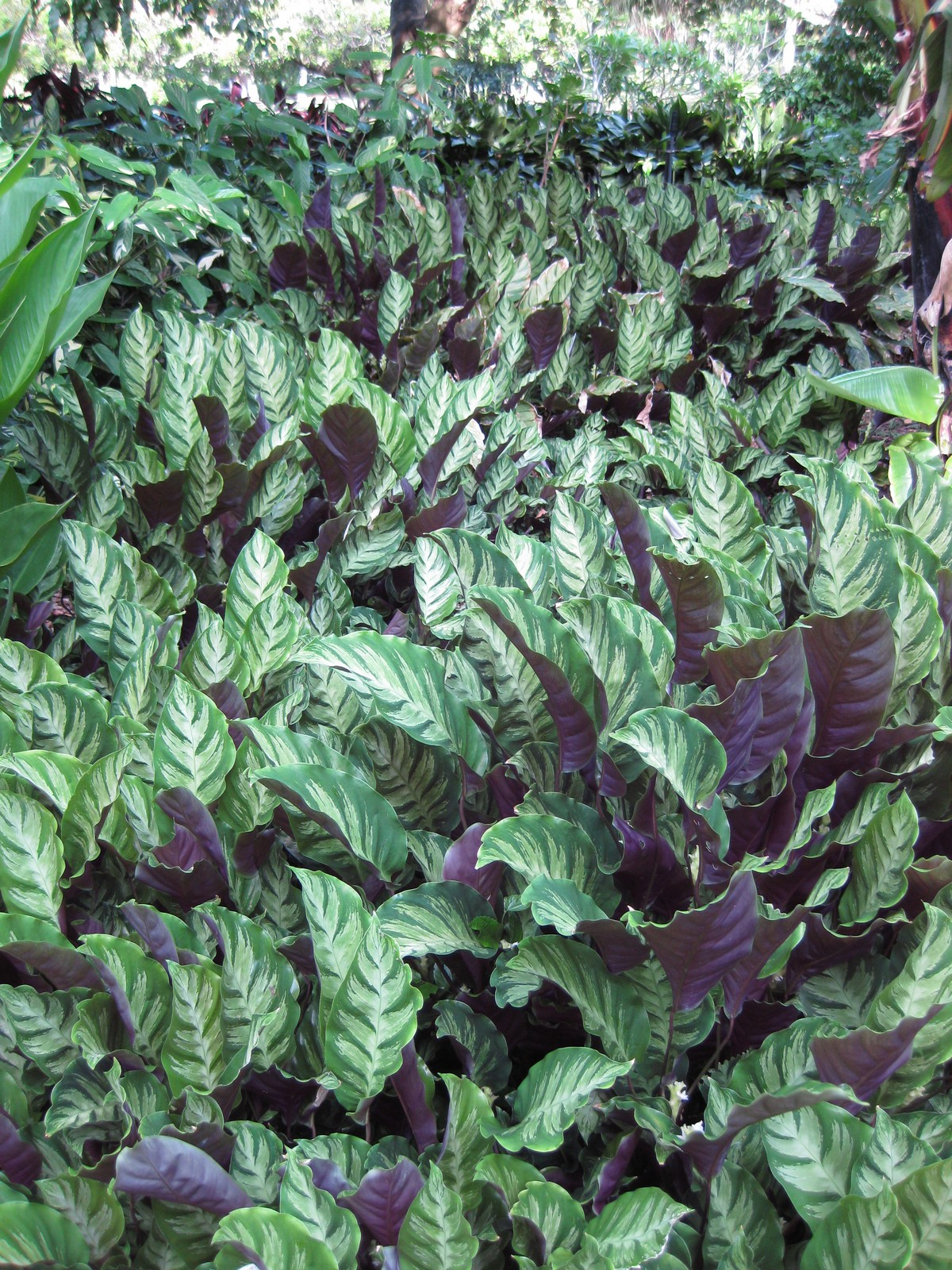